# 9033 Kawane
9033 Kawane este un asteroid din centura principală de asteroizi.

## Descriere
9033 Kawane este un asteroid din centura principală de asteroizi. A fost descoperit pe 4 ianuarie 1990 la Susono de Makio Akiyama și Toshimasa Furuta. El prezintă o orbită caracterizată de o semiaxă mare de 3,15 ua, o excentricitate de 0,21 și o înclinație de 16,0° în raport cu ecliptica.